# Río Tunguska Pedregoso
El Tunguska Pedregoso (en ruso: Подка́менная Тунгу́ска, romanizado: Podkámennaya Tunguska lit, «Tunguska bajo las piedras») es un largo y caudaloso río, localizado al norte de la Siberia, afluente del curso inferior del Yeniséi. Su longitud total es de 1865 km y su vasta cuenca drena una superficie de 240 000 km². Administrativamente, el río discurre íntegramente por el krai de Krasnoyarsk de Federación de Rusia, aunque sus fuentes nacen en el óblast de Irkutsk.
El nombre del río deriva del hecho de que en varios tramos discurre de forma subterránea, bajo campos de guijarros. Es conocido porque en la región tuvo lugar en 1908 el conocido como Bólido de Tunguska, una gran explosión causada probablemente por un meteorito.

## Geografía
El río Tunguska Pedregoso surge de la confluencia de los ríos Tetere (de 486 km y una cuenca de 13 700 km²) y el Kátanga (siendo este último el más largo, que nace a una altitud de 812 m) en los Altos del Angará, próximo a la localidad de Tetere, localizada unos 400 km al norte de Bratsk (259 300 habs. en 2002), en el óblast de Irkutsk. A unos 100 km de su fuente, están también las fuentes del río Tunguska Inferior —que después de un curso completamente diferente, desemboca también en el río Yeniséi, a más de 600 km al norte— y de uno de sus principales afluentes, el río Nepa.
El río Tunguska Pedregoso discurre primero en dirección norte, hasta llegar a Vanavara, donde vira y se encamina hacia el oeste. Pasa por Chamba, Oskoba Solzavod, Miriuga y Taimba. Aquí gira encaminándose hacia el Noroeste, pasando por Stalino, Ust-Kamo (donde recibe por la izquierda al río Kamo), Kuiumba y Turama. Luego, poco antes de Baikit, recibe por la derecha al río Chunia. Sigue su curso, cada vez más en dirección oeste, pasando por Poligus, Kochenyata y cerca de Bumij describe una amplia curva hacia el norte, en la que pasa por Kuzmovka y Kukui. En el tramo final, tras pasar por Sulomai, aborda, por el extremo septentrional de los Altos del Yeniséi, el curso bajo del río Yeniséi por su izquierda, cerca de la localidad que le da nombre, Podkámennaya Tunguska y no muy lejos del pueblo de Bor, en la otra orilla. 
En su curso recibe numerosos afluentes, siendo los principales, por la derecha, el río Chunia (con una longitud, incluidas sus fuentes, de 980 km, una cuenca de 70.500 km² y un caudal de 435 m/s); y por la izquierda, el río Kamo (con una longitud de 339 km y una cuenca de 14.500 km²) y el río Velmó (con una longitud de 504 km y una cuenca de 33.800 km²). 
Al igual que muchos otros ríos de Siberia, el gran tamaño de su cuenca no se corresponde con una importancia económica real, debido al rigor del clima de las zonas por las que discurre, de modo que en la cuenca sólo habitan unos pocas decenas de miles de personas. La severidad del clima hace que el río está congelado la mayor parte del año, de octubre a mayo. En época estival el río es navegable desde la boca hasta Baikit, 571 km río arriba.

## Hidrografía
El río tiene un caudal medio, en la boca, de alrededor de 1750 m³/s, que varía de los 3-15 m³/s mínimos del invierno hasta un máximo en verano que puede llegar a 35000 m³/s, cuando provoca extensas inundaciones. 
| Medición  | Distancia a la boca (km) | Mínimo | Máximo | Media |
| Sulomai   | 73                       | 285    | 7.104  | 1.808 |
| Kusmowka  | 209                      | 227    | 6.608  | 1.587 |
| Baikit    | 571                      | 103    | 4.961  | 974   |
| Ust-Kamo  | 757                      | 36     | 1.812  | 347   |
| Tschemdal | 1.375                    | 11     | 566    | 106   |

## Bólido de Tunguska
La cuenca del río es conocida por el bólido de Tunguska, una enorme explosión que tuvo lugar el 30 de junio de 1908 a unos 65 km de Vanavara, situado a orillas del río. Arrasó una zona muy extensa, solo causando la muerte de muchos millones de árboles en una superficie de 2150 km², dado que la zona estaba prácticamente despoblada. El origen de la explosión, en principio la caída de un asteroide, aún hoy no está plenamente determinada. La potencia del estallido se estima en alrededor de 10-15 megatones (Mt).

## 
- Istituto Geográfico De Agostini. Enciclopedia geografica, edizione speciale per il Corriere della Sera, vol. 6. RCS Quotidiani s.p.a., Milano, 2005. ISSN 1824-9280.
- Istituto Geográfico De Agostini. Grande atlante geografico del mondo, edizione speciale per il Corriere della Sera. Milano, 1995.